# Biografielijst Gz

## Gzo
- Peter Gzowski (1934-2002), Canadees reporter, schrijver en radiomaker